# Trichorhina hospes
Trichorhina hospes är en kräftdjursart som beskrevs av Filippo Silvestri 1917. Trichorhina hospes ingår i släktet Trichorhina och familjen myrbogråsuggor. Inga underarter finns listade i Catalogue of Life.